# Équipe cycliste féminine Arkéa-B&B Hotels

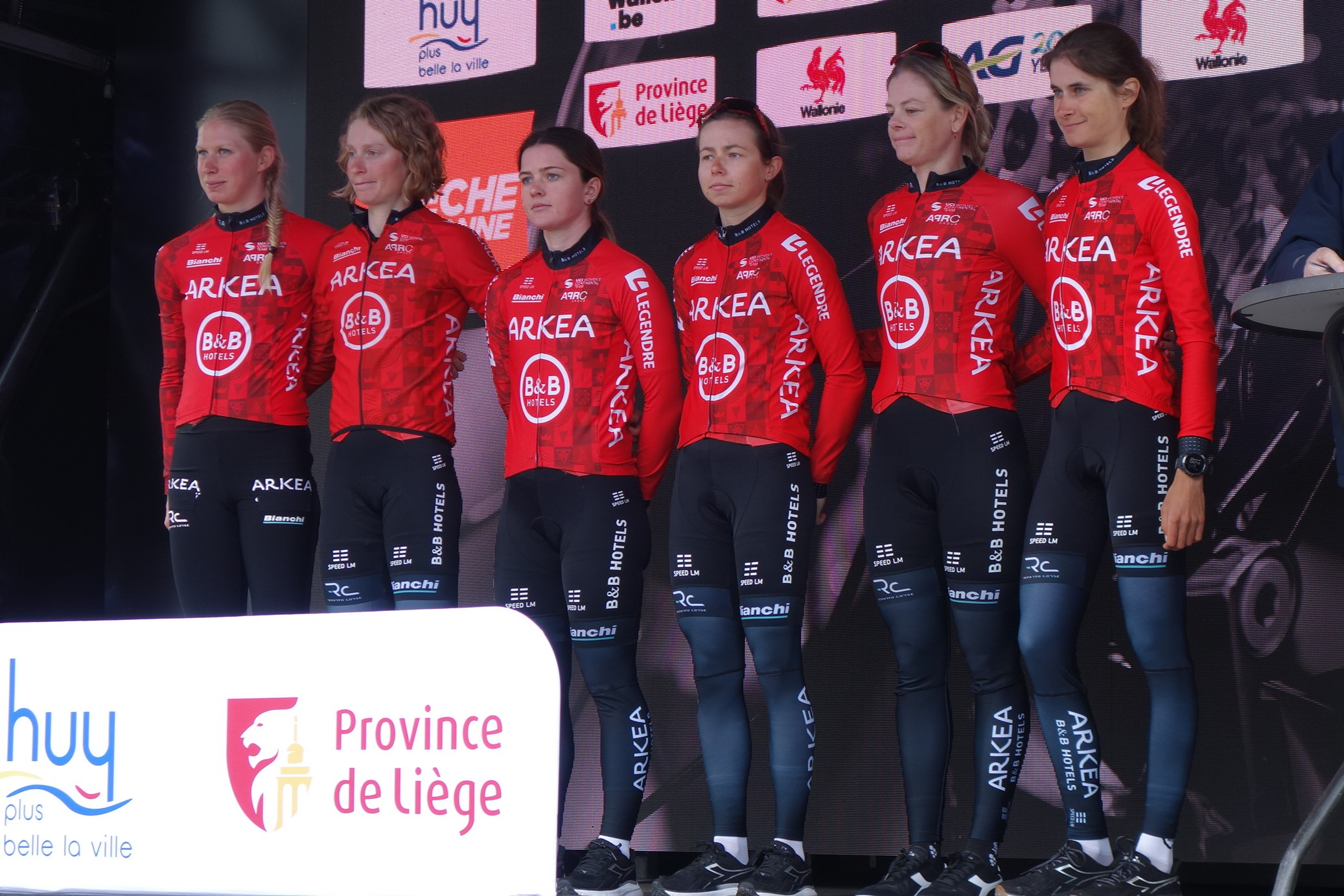
Lors de la Flèche wallonne 2024.

Cet article concerne l'équipe féminine. Pour l'équipe masculine, voir Équipe cycliste masculine Arkéa-B&B Hotels.
L'équipe cycliste féminine Arkéa-B&B Hotels (Arkéa-B&B Hotels Women en anglais) est une équipe cycliste féminine professionnelle française créée en 2020. Elle reprend les bases de la formation UC Vern-sur-Seiche.

## Historique

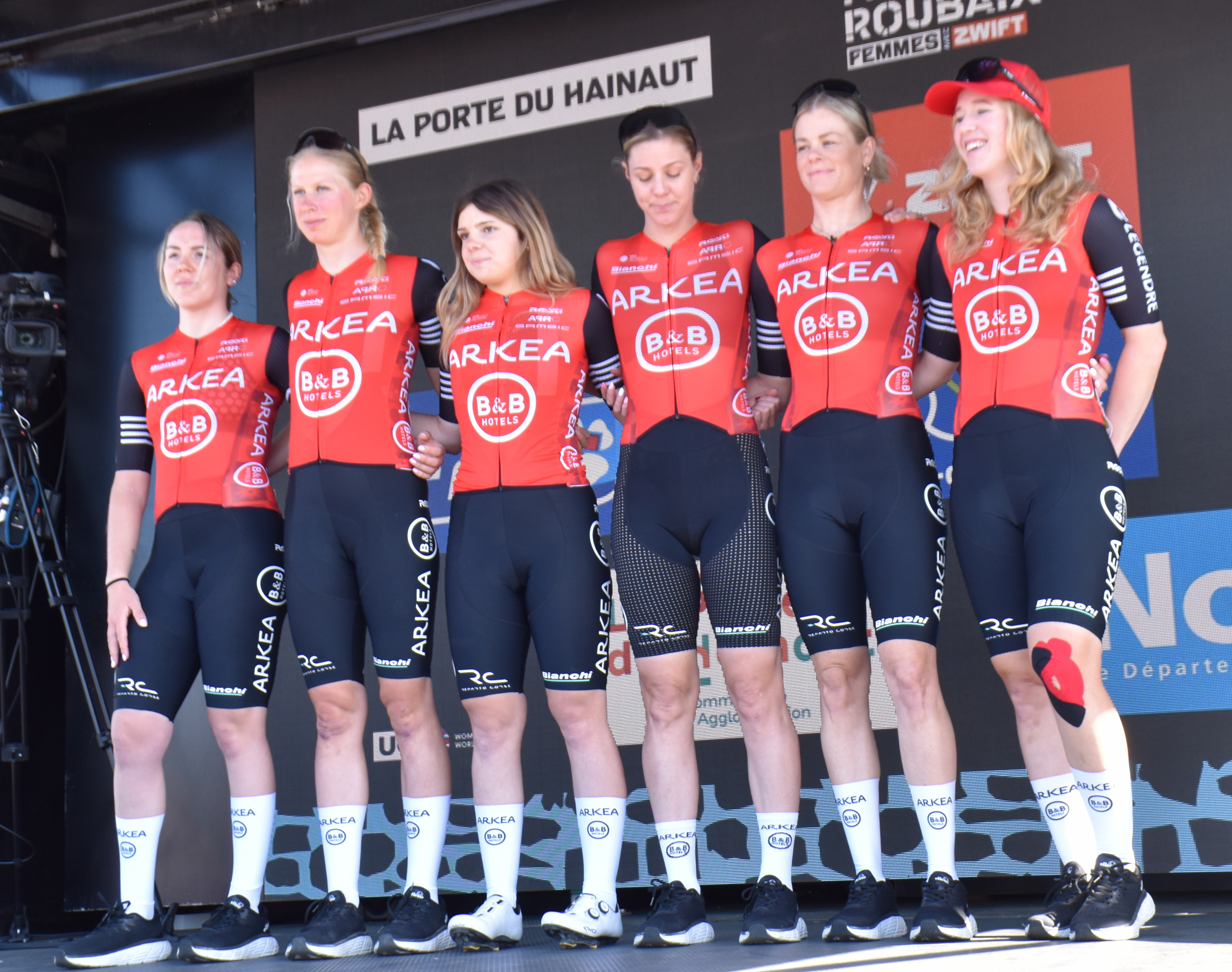
Présentation de l'équipe Paris-Roubaix 2025.

A la fin de la saison 2019, les dirigeants de l'équipe masculine Arkéa-Samsic annoncent la création d'une équipe féminine pour la saison 2020. Dans la constitution de la première équipe, Emmanuel Hubert et l'encadrement misent avant tout sur la jeunesse, emmenée notamment par Léa Curinier tout juste auréolée du titre de championne de France junior du contre-la-montre.
Pour sa première saison, la formation bretonne doit attendre la fin de l'été, et la 6e étape du Tour Cycliste Féminin International de l'Ardèche pour décrocher son premier succès grâce à Pauline Allin qui s'impose à Rochemaure.
Lors de l'intersaison, Arkéa recrute Cédrine Kerbaol pour sa première saison professionnelle. La brestoise remporte le titre de championne de France de contre-la-montre espoir 2021.
Bien que n'appartenant pas aux World Team, l'équipe Arkea est invitée lors du premier Tour de France Femmes en 2022. La saison est marquée par la victoire de l'Ukrainienne Julia Biryukova lors de la 5e étape du tour de Thuringe, sa première victoire internationale, qu'elle remporte après une échappée en solitaire de près de 100 kilomètres, avec quelques secondes d'avance sur le peloton.
Lors de la saison 2024, l'équipe s’internationalise un peu plus, attirant notamment la néo-zélandaise Michaela Drummond, multiple médaillée mondiale sur piste, la suédoise Emilia Fahlin ou encore l'autrichienne Valentina Cavallar. Cette dernière, ancienne rameuse sans référence cycliste au niveau élite, arrive au mois de mars. Elle se fait remarquer rapidement, et notamment avec une 2e place en haut du Grand Bornand lors de la dernière étape du Tour de France.
Pour la saison 2025, l'UCI créé une nouvelle catégorie d'équipes de 2e division internationale, entre les équipes World Team et les équipes continentales. L'équipe fait partie des 7 premières équipes de cette nouvelle catégorie UCI Women's ProTeam.

## Encadrement
Grégoire Le Calve et Gaël Le Bellec sont les directeurs sportifs et, représentants auprès de l'UCI de l'équipe.
Le docteur Valentin Guillemin en est le médecin du sport depuis 2024.
Laurie-Anne Marquet est nutritionniste de l'équipe depuis 2024.

## Palmarès

### Courses d'un jour
- Grand Prix de Chambéry : 2021 (Gladys Verhulst)

### Courses par étapes
- Tour d'Estrémadure féminin: 2023 (Megan Armitage)

### Championnats nationaux
- Championnats de France sur route : 2
  - Course en ligne espoirs : 2022 (Amandine Fouquenet)
  - Contre-la-montre espoirs : 2023 (Océane Mahé)

- Championne de France de cyclo-cross : 3
  - Élites : 2021 et 2025 (Amandine Fouquenet)
  - Espoirs : 2021 (Amandine Fouquenet)

## Classements UCI
Ce tableau présente les places de l'équipe au classement de l'Union cycliste internationale en fin de saison, ainsi que la meilleure cycliste au classement individuel de chaque saison.
| Classement UCI | Classement UCI         | Classement UCI                              | Classement UCI |
| Année          | Classement par équipes | Meilleure coureuse au classement individuel |                |
| -------------- | ---------------------- | ------------------------------------------- | -------------- |
| 2020           | 25e                    | Sandra Levenez (77e)                        |                |
| 2021           | 18e                    | Gladys Verhulst (52e)                       |                |
| 2022           | 29e                    | Julia Biryukova (135e)                      |                |
| 2023           | 39e                    | Danielle De Francesco (85e)                 |                |
| 2024           | -                      | Maëva Squiban (104e)                        |                |
|                |                        |                                             |                |
| Source : UCI   |                        |                                             |                |

Les classements de l'équipe dans l'UCI World Tour féminin :
| UCI World Tour | UCI World Tour         | UCI World Tour                              | UCI World Tour |
| Année          | Classement par équipes | Meilleure coureuse au classement individuel |                |
| -------------- | ---------------------- | ------------------------------------------- | -------------- |
| 2020           | 24e                    | Sandra Levenez (93e)                        |                |
| 2021           | 16e                    | Gladys Verhulst (44e)                       |                |
| 2022           | 24e                    | Julia Biryukova (155e)                      |                |
| 2023           | 35e                    | Danielle De Francesco (62e)                 |                |
| 2024           | -                      | Maëva Squiban (166e)                        |                |
|                |                        |                                             |                |
| Source : UCI   |                        |                                             |                |

## Saisons précédentes

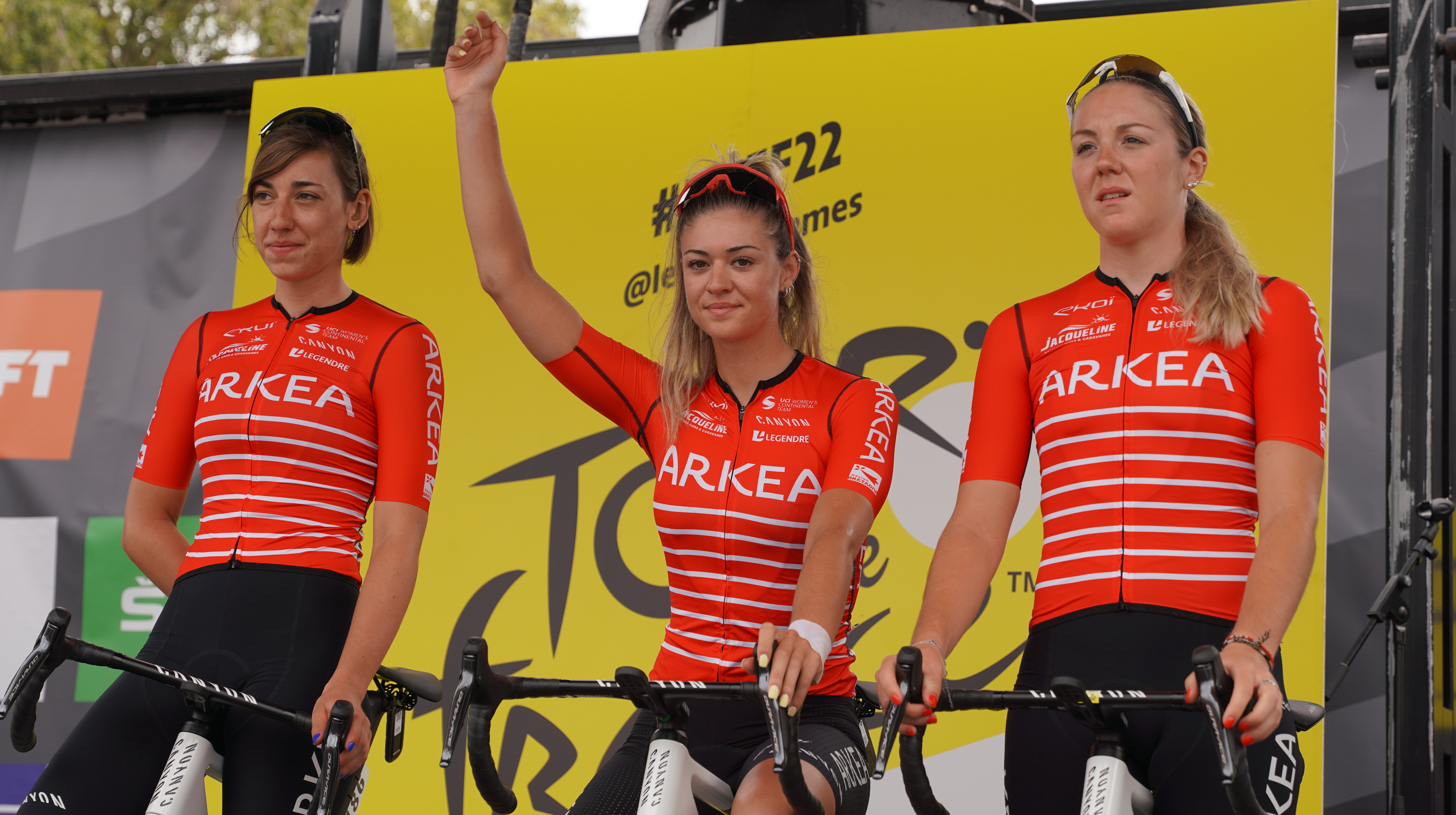
Lors de la 3e étape du Tour de France Femmes 2022 au départ à Reims.

## Effectif actuel
| Effectif 2025                                | Effectif 2025     | Effectif 2025    | Effectif 2025                            |
| Cycliste                                     | Date de naissance | Pays             | Équipe précédente                        |
| -------------------------------------------- | ----------------- | ---------------- | ---------------------------------------- |
| Laura Asencio                                | 14 mai 1998       | France           | Ceratizit-WNT Pro Cycling (2024)         |
| Rafelle Carrier (1 août–31 déc., stagiaire)  | 5 juin 2007       | Canada           |                                          |
| Valentina Cavallar                           | 7 mars 2001       | Autriche         |                                          |
| Lotte Claes                                  | 5 mai 1993        | Belgique         | Stade Rochelais Charente-Maritime (2023) |
| Maaike Coljé                                 | 7 mars 1997       | Pays-Bas         | Massi Tactic (2022)                      |
| Danielle De Francesco                        | 23 octobre 1992   | Australie        | Zaaf Cycling Team (2023)                 |
| Michaela Drummond                            | 5 avril 1998      | Nouvelle-Zélande | Farto-BTC (2023)                         |
| Emilia Fahlin                                | 24 octobre 1988   | Suède            | FDJ-Suez (2023)                          |
| Amandine Fouquenet                           | 19 février 2001   | France           | UC Vern-sur-Seiche (2019)                |
| Clémence Latimier (1 mai–31 déc., stagiaire) | 24 août 2003      | France           | Team Féminin Chambéry (2024)             |
| Océane Mahé                                  | 12 février 2002   | France           | UVCA Troyes (2023)                       |
| Titia Ryo                                    | 7 janvier 2005    | France           |                                          |
| Maurène Trégouët                             | 28 février 2004   | France           | Breizh Ladies (2022)                     |
| Marjolein van 't Geloof                      | 27 mars 1996      | Pays-Bas         | Hess Cycling Team (2024)                 |
|                                              |                   |                  |                                          |
| Source : ProCyclingStats                     |                   |                  |                                          |

## Arkea-B&B Hotels en 2024
Effectif
| Effectif 2024                       | Effectif 2024     | Effectif 2024    | Effectif 2024                            |
| Cycliste                            | Date de naissance | Pays             | Équipe précédente                        |
| ----------------------------------- | ----------------- | ---------------- | ---------------------------------------- |
| Valentina Cavallar (8 avr.–31 déc.) | 7 mars 2001       | Autriche         |                                          |
| Lotte Claes                         | 5 mai 1993        | Belgique         | Stade Rochelais Charente-Maritime (2023) |
| Maaike Coljé                        | 7 mars 1997       | Pays-Bas         | Massi Tactic (2022)                      |
| Danielle De Francesco               | 23 octobre 1992   | Australie        | Zaaf Cycling Team (2023)                 |
| Michaela Drummond                   | 5 avril 1998      | Nouvelle-Zélande | Farto-BTC (2023)                         |
| Emilia Fahlin                       | 24 octobre 1988   | Suède            | FDJ-Suez (2023)                          |
| Amandine Fouquenet                  | 19 février 2001   | France           | UC Vern-sur-Seiche (2019)                |
| Marie-Morgane Le Deunff             | 14 mai 2002       | France           |                                          |
| Océane Mahé                         | 12 février 2002   | France           | UVCA Troyes (2023)                       |
| Anaïs Morichon                      | 6 octobre 1999    | France           | Centre Val de Loire (2021)               |
| Titia Ryo                           | 7 janvier 2005    | France           |                                          |
| Maëva Squiban                       | 19 mars 2002      | France           | Stade Rochelais Charente-Maritime (2023) |
| Maurène Trégouët                    | 28 février 2004   | France           | Breizh Ladies (2022)                     |
|                                     |                   |                  |                                          |
| Source : ProCyclingStats            |                   |                  |                                          |

Victoires
| Victoires | Victoires                                         | Victoires | Victoires | Victoires         | Victoires |
| Date      | Course                                            | Pays      | Classe    | Vainqueur         |           |
| --------- | ------------------------------------------------- | --------- | --------- | ----------------- | --------- |
| 3 avr.    | Région Pays de la Loire Tour-Féminin              | France    | 1.2       | Michaela Drummond |           |
| 8 mai     | Championnat de France du contre-la-montre espoirs |           | CN        | Océane Mahé       |           |
| 3 juill.  | 1re étape du Tour du Portugal                     | Portugal  | 2.2       | Michaela Drummond |           |
| 5 juill.  | 3e étape du Tour du Portugal                      | Portugal  | 2.2       | Michaela Drummond |           |
| 6 sept.   | 4e étape du Tour de l'Ardèche                     | France    | 2.1       | Maëva Squiban     |           |

Classement mondial
| Classement UCI | Classement UCI          | Classement UCI   | Classement UCI |
| Coureuse       | Coureuse                | Pays             | Points         |
| -------------- | ----------------------- | ---------------- | -------------- |
| 104e           | Maëva Squiban           | France           | 414 pts        |
| 153e           | Valentina Cavallar      | Autriche         | 269 pts        |
| 240e           | Lotte Claes             | Belgique         | 167 pts        |
| 305e           | Michaela Drummond       | Nouvelle-Zélande | 120 pts        |
| 364e           | Emilia Fahlin           | Suède            | 99 pts         |
| 369e           | Titia Ryo               | France           | 98 pts         |
| 410e           | Océane Mahé             | France           | 84 pts         |
| 707e           | Marie-Morgane Le Deunff | France           | 36 pts         |
| 859e           | Amandine Fouquenet      | France           | 23 pts         |